# Lipie (powiat włoszczowski)
Lipie – wieś w Polsce położona w województwie świętokrzyskim, w powiecie włoszczowskim, w gminie Krasocin.
W latach 1975–1998 miejscowość administracyjnie należała do województwa kieleckiego.
Nazwę miejscowości ustalono 1 stycznia 2009 roku poprzez połączenie wsi Lipie Pierwsze oraz jej przysiółków Lipie Drugie i Zalaski.